# المجموعة الفردانية J1
المجموعة الفردانيَّة J1 أو J-M267 أو السُّلالة J1، هي مجموعة فردانيَّة بشريَّة ذكوريَّة. وقد اختيرت هكذا لإجراء الفحوص عليها لأنها خاصة بالرجال نظرًا لوجودها في كروموسوم واي. دراسة تلك المجموعات الجينية في الرجال من جميع أنحاء العالم تشير إلى أنهم جميعًا نسل من إنسان واحد في قديم الزمن.

## التوزيع
أظهرت النتائج الجينية بأن السلالة J1 هي الأكثر إنتشاراً في المملكة العربية السعودية واليمن بنسبة أكثر من 71 %، مما يجعله الممثل الجيني الرئيسي للقبائل العربية، ومن هذه القبائل التي ظهرت على السلالة J1، وتزداد نسبة التحور J1 في المنطقة الجغرافية بين الحجاز وتهامة منطقة جازان بنسبة أكثر من 94 % على السلالة J1 كما يظهر في الخارطة الجينية. 
```

```

### الجزيرة العربية
النتائج الموضحة أدناه متغيرة غير ثابتة، تتغير بتغير العينات المأخوذة في تاريخ نشر النتائج، كلما زاد عدد العينات المفحوصة ازدادت دقة وجودة الإحصائيات:
| الدولة                   | عدد العينات | Total J-M267 | J-M267(xP58) | J-P58 | نشرت في                     | الدراسات السابقة على نفس العينات |
| السعودية                 | 157         | 40.1%        | NA           | NA    | Abu-Amero 2009              |                                  |
| السعودية                 | 597         | 71%          | NA           | NA    | جامعة ليستر البريطانية 2017 |                                  |
| قطر                      | 72          | 58.3%        | 1.4%         | 56.9% | Chiaroni 2009               | Cadenas 2007                     |
| الإمارات العربية المتحدة | 164         | 34.8%        | 0.0%         | 34.8% | Chiaroni 2009               | Cadenas 2007                     |
| اليمن                    | 62          | 72.6%        | 4.8%         | 67.7% | Chiaroni 2009               | Cadenas 2007                     |
| الكويت                   | 42          | 33.3%        | NA           | NA    | El-Sibai 2009               |                                  |
| عمان                     | 121         | 38.0%        | 0.8%         | 37.2% | Chiaroni 2009               | Luis 2004                        |

وقد خلصت النتائج إلى أن أغلب نتائج J1 تقع في الشرق الأوسط (>70%) وفي شمال إفريقيا (>30%) من المجال YCAIIa22-YCAIIb22 الأمر الذي يغيب في نتائج J1 في إثيوبيا وجنوب أوروبا واستنتجت الدراسة حساب متوسط القربى حسب بيانات Y-STR لسلطنة عمان (2.3 ألف سنة; 95% CI: 0.6–29.2) كروموزومات J1-M267 أشارت إلى وصول جد حديث إلى جنوب الجزيرة العربية مقارنة مع تاريخ انتشار أقدم (6.4 ألف سنة; 95% CI: 0.6–278.5)في مصر  و(15.4 ألف سنة; 95% CI: 0.4–604.8) في تركيا
ترددات السلالة J1 سجلت في داغستان والشرق الأوسط وشمال أفريقيا وكذلك في إيران (11.33%) وتركيا (9%). وفي أذربيجان وباكستان وجنوب أوروبا، مع العلم يوجد تفاوت كبير في عدد العينات المأخوذة في كل بلد.

### الهلال الخصيب
في البلدان العربية، J1 تصل ذروتها بين
- عرب الأهوار في جنوب العراق (81.1%)[6]
- عرب العراق (64.1%)[7]
- بدو النقب (62%)[8]
- الأردن (48.7%)
- فلسطين (38%)[9]
- الجزائر (35%)
- تونس (34.6%)[10]
- سوريا (33.6%)[11][12]
- المغرب (27%)[10]
- لبنان (25%)[13]
- السريان (28.6%)(مسيحيي العراق وسوريا ولبنان)[بحاجة لمصدر]
- أكراد العراق (11.8%)

### شمال أفريقيا
نسب هذا الهابلوغروب مرتفعة في السودان (السودانيون 45% "أعلى نسبية في الخرطوم 74%، نوبيين 41%، أقباط 39%، البجا 36%).، وعند الجزائريين (35%)، التونسيين (34.6%)، المصريين (21.1%)، المغاربة (20.4%).
بداية انتشار هذا الهابلوغروب في إريتيريا وإثيوبيا كان مع دخول المتحدثين باللغات السامية ويمثل في إثيوبيا حوالي (9%)، فعند الأمهرة يسجل (33.3%)، وفي إريتيريا (11%)، لكن الصفة الأبرز عند الأمهرة هي E1b1b بنسبة (45.8%).

### أوروبا
على العموم J1 لها ترددات ضعيفة في أوروبا. أعلى الترددات سجلت في وسط منطقة البحر الأدرياتي في إيطاليا كاركانو (17.2%)، وبسكارا (15%)، وعلى المتوسطي باولا (11.1%)، وجنوب صقلية رغوس (10.7%)، أذربيجان (15.2%) وكريت (8.3%)واليونان (5.26%)٬ ألبانيا (3.6%)٬ ألبان مقدونيا الشمالية (6.3%)٬ مقدونيا اليونانية (1.8%)٬ بلغاريا (3.4%)٬ رومانيا (1.5%)٬ روسيا (0.4%)٬ سلوفينيا (1.3%)٬ بروفنس الفرنسية (2%)٬ جزر الأوزر البرتغالية (2.5%)٬ الشعب الطلياني (0.7%)

### داغستان
بين آفار القوقاز (67%)، وشاملال (67%)، وليزغي (58%)، ودارغين (70%)، تاباساران (49%)، وآندي (37%)، وباكفلان (21.4%)٬

### يهود
ترددات الهابلوغروب J1 تختلف عند قوميات اليهود فبشكل عام لا تتعدى نسبتها 6% وبشكل خاص لها نسبة 30% عند يهود اليمن، 19.0% عند اليهود الأشكناز، 11.9% عند اليهود السفارديون  و0% عند يهود فلسطين ويهود إثيوبيا. وقد ادعت دراسات حضور سلالة معينة من J1 بنسب مهمة بين اليهود الكوهين والتي يُعتقد أنها تنتمي للسُّلالة الهارونيَّة.

## الفروع
- J1 تحددها(M267)
  - J1*
  - J1a تحددها (M62) هذا الفرع وجد بترددات جدًا ضعيفة (<1%) في وسط آسيا[26]
  - J1b تحددها (M365) هذا الفرع وجد بترددات ضعيفة في تركيا (من 1 إلى 2%) وفي جورجيا (2%) وفي قطر (8.7%) [27]
  - J1c تحددها(M390) - سابقا J1e هذا الفرع وجد فقط في لبنان بنسبة 2.5%
  - J1d تحددها (P56)
  - J1e تحددها (P58) كل نتائج J1 في كل الأماكن تنتمي إلى هذا الفرع باستثناء بعض النتائج القليلة
    - J1e1 تحددها (M367, M368) - سابقا J1c هذا الفرع وجد في شمال تركيا بنسبة متواضعة (3.5%) وفي داغستان فقط بين قومية آفار القوقاز (16.75%)[27] وفي إثيوبيا بين الأمهرة (3.33%) [27]
    - J1e2 تحددها (M369) - سابقا J1d هذا الفرع سجل في تركيا نسبة ضعيفة (1.2%)

## العرب و J1
الدراسات أظهرت وجود صفات عديدة عند العرب وأظهرت أن العرب من ذوي الصفة J1 عامة نتائجهم توجد في فرع صغير من فروع J1، وتتشارك مع الكوهين في J1e مجال Dys388>=16 و Dys391>=10 و YCAII-a=22 و YCAII-b=22.

## السامية و J1
السامية تسمية ارتبطت بمجموعة من اللغات أكثر من ارتباطها بأجناس، فكل من تكلم لغة سامية أطلقت عليه هذه التسمية، لكن ومع بزوع علم الجينات السكاني بدأت بعض النظريات تربط انتشار لغة سامية ما في مكان ما بهجرة J1 إلى ذلك المكان، مع أن السامية ونسبتها إلى جنس معين أو إلى جد مشترك غير متفق عليه بين الأديان نفسها.

### اللغات السامية

التوزع الجغرافي للغات السامية.

اللغة السامية الأم، (بالإنجليزية: Proto-Semitic) هي لغة بدائية أي عبارة عن لغة افترض وجودها علماء اللغويات، وذلك تطبيقا للتسلسل المنطقي، الذي تقوم عليه اللغات بالعادة بحيث يفترض أنها تبدأ من لغة أم تنقسم إلى لهجات تأخذ شكل لغات منفصلة، وهو ما ينطبق على اللغات السامية التي تتشابه فيما بينها بشكل عام، وهذا التشابه يزداد ويتسع كلما كانت المجموعة اللغوية تنتمي إلى منطقة جغرافية واحدة ومتقاربة كمجموعة اللغات الكنعانية في بلاد الشام.

شجرة اللغات الساميّة.

إنقسمت اللغات السامية لقسمين رئيسيين:-
- لغات سامية شرقية.
- لغات سامية غربية.
  - لغات سامية الوسطى.
    - اللغات السامية الشمالية الغربية.
    - اللغة العربية.

  - اللغات السامية الجنوبية الغربية.
    - اللغة الجعزية.
    - اللغات الحميرية.
    - اللغات الإثيوبية.

  - اللغات السامية الجنوبية الشرقية.
    - المهرية.
    - السقطرية.
    - الشحرية.

## اقرأ أيضا
- هابلوغروب جي J (واي-دي إن إيه)
- مجموعات هابلوغروبات Y-DNA في سكان الشرق الأوسط